# 沼生蔊菜
沼生蔊菜（学名：Rorippa islandica）为十字花科蔊菜属下的一个种。

## 扩展阅读
- 維基物種上的相關：沼生蔊菜